# Gerrit Smith Miller, Jr
Pour les articles homonymes, voir Miller.
Gerrit Smith Miller, Jr. est un zoologiste américain, né le 6 décembre 1869 à Peterboro (État de New York) et mort le 24 février 1956 à Washington. Il est l'un des plus importants mammalogistes américains du XXe siècle.
Il grandit à New York mais son grand-oncle, ornithologue amateur, l’initié à l’histoire naturelle. Après ses études à Harvard, il entre en 1894 au service du ministère de l’Agriculture américain et travaille sous les ordres de Clinton Hart Merriam (1855-1942) mais les deux hommes ne s'entendant pas et Miller quitte bientôt ce service.
Il fait paraître, en 1894, l'un des plus anciens guides d'initiation à la récolte des mammifères : Directions for preparing study specimens of small mammals qui connaît de nombreuses rééditions jusqu'en 1932.
En 1898, il devient conservateur assistant au département des mammifères du National Museum of Natural History (NMHN) à Washington. En 1909, il devient conservateur, fonction qu’il conserve jusqu’en 1940.
Il travaille principalement sur les mammifères d’Amérique du Nord et fait paraître des listes d’espèces en 1901, 1912 et 1924. Dans celle de 1901, intitulé Results of the Study of North American Land Mammals to che Close of the Year 1900, le nombre d'espèces connues passe de 363 à 1 450. Il œuvre aussi sur les chauves-souris et fait paraître en 1907, The Families and Genera of Bats qui devient un ouvrage de référence durant de nombreuses années.
Il séjourne en Europe de 1908 à 1911. En 1912, à la suite de l'étude des collections du British Museum, du NMHN et de collections privées, il publie Catalogue of the Land Mammals of Western Europe. À partir des années 1920, il étudie la faune des Caraïbes et de Panama.
Il fait paraître plus de 400 articles sur les sujets principalement en mammalogie, mais également en botanique, en paléontologie, en musique et en anthropologie. Il s’intéresse particulièrement aux primates et au début du comportement social de l’espèce humaine.
G.S.Mill. est l’abréviation botanique standard de Gerrit Smith Miller, Jr.
Consulter la liste des abréviations d'auteur en botanique ou la liste des plantes assignées à cet auteur par l'IPNI, la liste des champignons assignés par MycoBank, la liste des algues assignées par l'AlgaeBase et la liste des fossiles assignés à cet auteur par l'IFPNI.

## Liste partielle des publications
- Directions for preparing study specimens of small mammals (1894)
- Results of the Study of North American Land Mammals to che Close of the Year 1900 (1901)
- The Families and Genera of Bats (1907)
- Catalogue of the Land Mammals of Western Europe (1912)

## Source
Keir B. Sterling (1997). Article Gerrit Smith Miller, Jr. dans Biographical Dictionary of American and Canadian Naturalists and Environmentalists. Greenwood Press.
- Notices d'autorité :   - VIAF
  - ISNI
  - BnF (données)
  - IdRef
  - LCCN
  - GND
  - CiNii
  - Pays-Bas
  - Pologne
  - NUKAT
  - Vatican
  - Australie
  - Portugal
  - WorldCat